# 赤川蓮
赤川 蓮（あかがわ れん、1958年11月26日 - ）は、日本の俳優。仲代達矢主宰 無名塾九期出身。

## 概要
俳優・仲代達矢主宰の無名塾九期出身。
Office RED RIVER所属。赤川 蓮  公式サイト http://www.officeredriver.com/
徳島県出身。身長176cm・体重65kg。特技：キックボクシング・空手・殺陣・居合い・抜刀。
近年は、ショートムービーなどの企画・制作・演出・プロデュースも手がける。

## 出演

### 舞台
- 無名塾公演
  - どん底
  - ルパン
  - シラノドベルジェラック
  - リチャード三世
- 世界初演オペラ「女王卑弥呼」東京国際フォーラム ホールC　演技指導・ウカシの密偵役

### 映画
- 「誘拐」刑事役（東宝）
- 「ゴジラ×モスラ×メカゴジラ 東京SOS」（2003年、東宝） 特自幕僚副長役[1]
- 短編「市蔵」（松竹大船）企画、脚本、主演
- 鎌倉映画塾「子規幻想」主演（夕張映画祭出品作品）　他

### テレビドラマ
- NHKドラマスペシャル「荒木又右衛門」市蔵役（NHK）
- 「不信」（1994年9月10日）
- 「奇跡の人」2～4（1998年10月～12月、読売テレビ）
- 「暴れん坊将軍」（テレビ朝日）
- 「水戸黄門」 武市役（TBS）
- 火曜サスペンス劇場（日本テレビ）
- 「警視庁鑑識班7 社長射殺事件の凶器はオレの銃―拳銃を奪われた暴対刑事の苦悩と恐怖の10日間」（1999年6月22日）
- 月曜ドラマスペシャル「家庭欄記者・鍋嶋六郎が行く!!」（1999年6月28日、TBS）
- 金曜エンタテイメント（フジテレビ）
- 「女ざかり!!区役所の名探偵」（2001 ‐ 2002年） - 大久保刑事
- 「あなたの隣に誰かいる」（2003年10月～12月、フジテレビ）
- 「華麗なる復讐」！（2004年6月12日、テレビ朝日）
- 読売テレビ50周年記念ドラマ「さくら道」（2009年3月17日、日本テレビ）
- 土曜ワイド劇場（テレビ朝日）
- 「再会殺人事件 エリート警視と人情弁護士」（2002年6月29日）
- 「お祭り弁護士・澤田吾朗3 青森ねぶた祭～徳島阿波おどり、日本縦断二大祭り1600キロを結ぶ連続殺人！」（2002年08月31日）
- 「鉄道捜査官10 わたらせ渓谷鉄道、死を呼ぶ片道切符！」加倉井 肇役（2009年5月30日）
- 水曜ミステリー9 「検事・沢木正夫2～第三の容疑者」（2013年9月25日、テレビ東京）

他多数

### 旅番組
- 名作を旅してみれば『破獄』 ナビゲーター（BSフジ） (2013年4月24日)

### CM
- 京葉銀行 ブランドキャラクター 伊能忠敬役・TVCM・ラジオCM・店頭ポスター・ナレーション　(2021〜2024年)
- HONDA CB1100 メインキャラクター (ニュージーランド ロケ） (2010年)
- Peugeot(プジョー)SUV 3008   Web CM 父親役　(2017年)

他多数

### PV
- HONDA CB1100 メインキャラクター (ニュージーランド ロケ）(2010年)
- GOLDWIN MOTORCYCLE（企画・制作・プロデュース・出演）

### バイクウェア カタログ
- GOLDWIN MOTORCYCLE（制作協力Office RED RIVER ・ メインモデル）